# Apple Records
Apple Records je jedna ze společností sdružených pod hlavičkou Apple Corps, ve které od roku 1968 vycházely všechny nahrávky skupiny The Beatles. Kromě alb této skupiny a sólových projektů jejích členů si Apple Records nevedla komerčně moc dobře. Společnost byla založena v srpnu 1968, generálním ředitelem byl Ron Kass.
Dalšími umělci vydávajícími pod touto značkou byli např. Mary Hopkin, James Taylor, Badfinger a Billy Preston.
V letech 1969 až 1973 řídil firmu Allen Klein, poté ji do roku 2007 řídil Neil Aspinall.